# 圣玛加利大教堂 (威尼斯)
圣玛加利大教堂（Chiesa di Santa Margherita）是威尼斯的一座教堂，位于多尔索杜罗区的圣玛加利大广场。

## 历史
这座教堂最初是由Geniano Busignaco兴建，始建于9世纪，在853年祝圣，1810年圣玛加利大教堂被拿破仑关闭。此后改为各种用途，自1994年，设有威尼斯东方大学（Università Ca' Foscari）礼堂。 

## 简介
目前，该教堂面临圣玛加利大广场，立面缺乏任何装饰，街道通往附近的圣庞大良教堂（Chiesa di San Pantalon）。教堂的内部甚小，被剥夺了所有家具，改建甚多。改建为会议室时进行了修复，可以看到一些照片。

## 钟楼
钟楼毗邻立面，是这座教堂唯一高出周围建筑的部分。其顶部在1808年因为不安全而被拆卸，只留下几乎一半。